# Pharyngeovalvata natalensis
Pharyngeovalvata natalensis är en ringmaskart som beskrevs av Francis Day 1951. Pharyngeovalvata natalensis ingår i släktet Pharyngeovalvata och familjen Syllidae. Inga underarter finns listade i Catalogue of Life.